# Masoumeh Ebtekar

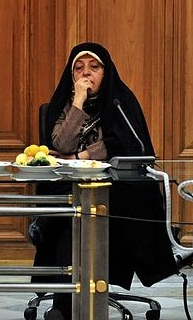
Masoumeh Ebtekar

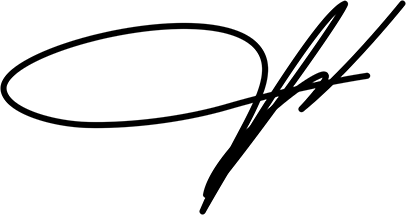
Masoumeh Ebtekars signatur.

Masoumeh Ebtekar, persiska: معصومه ابتکار, född Niloufar Ebtekar 21 september 1960 i Teheran, är en iransk politiker, islamist och Irans vicepresident sedan 10 september 2013. Hon hade samma post mellan 2 augusti 1997 och 3 augusti 2005 vilket gjorde henne till landets första kvinnliga vicepresident.
Ebtekar har en examen inom immunologi och genomförde sin utbildning i USA och Iran. I samband med gisslankrisen i Iran 1979 var hon en av gisslantagarna och kallades "Mary" av media. 1982 utsågs hon till kulturminister.